# Hesperis vrabelyiana
Hesperis vrabelyiana là một loài thực vật có hoa trong họ Cải. Loài này được (Schur) Borbás mô tả khoa học đầu tiên năm 1903.